# 月刊コミックバンチ
『月刊コミックバンチ』（げっかんコミックバンチ）は、新潮社が編集・発行していた日本の月刊漫画雑誌。2011年1月21日、『月刊コミック＠バンチ』として創刊。コアミックスの編集、新潮社の発行で2010年8月まで発行されていた『週刊コミックバンチ』の後継雑誌のひとつとして創刊し、2018年に『月刊コミック＠バンチ』から『月刊コミックバンチ』に変更。本誌の創刊に際しては、外部の編集プロダクションでなく新潮社に編集部が置かれている。漫画とは別に1ページ、作者のエッセイや後書きなどを自由に描ける「MY PAGE」が必ず1作品ごとにある。単行本は「コミックバンチ」時代から引き続き、BUNCH COMICSレーベルで発行される。
増刊として、『ゴーゴーバンチ』が2013年10月に創刊。2018年2月に休刊。
2018年3月20日発売の2018年5月号で『月刊コミック＠バンチ』が最終号となり、同年4月20日発売の6月号から『月刊コミックバンチ』として新創刊。同誌は2024年3月21日発売の2024年5月号で最終号となる。同年4月26日よりWeb雑誌の『コミックバンチKai』にリニューアル。

## 連載作品
2024年5月号（2024年3月21日発売）現在。休刊時の主な連載作品。
- Artiste（さもえど太郎）、2016年11月号 - 2024年5月号→『くらげバンチ』へ移籍[5]
- 応天の門（灰原薬）2013年12月号 - 2024年5月号→『コミックバンチKai』へ移籍[4]
- おひとりさまホテル（マキヒロチ）、2022年7月号 - 2024年5月号→『コミックバンチKai』へ移籍[4]
- 怪獣自衛隊（井上淳哉）、2020年7月号 - 2024年5月号、2020年6月号に「特別編 怪獣自衛隊 プロローグ」掲載→『コミックバンチKai』へ移籍[4]
- GANGSTA.（コースケ）、2011年3月号（創刊号） - 、→『コミックバンチKai』へ移籍[4]
- 教育虐待 ―子供を壊す『教育熱心』な親たち（原作：石井光太、作画：ワダユウキ、構成：鈴木マサカズ）、2024年5月号→『コミックバンチKai』へ移籍[4]
- 傾国の仕立て屋 ローズ・ベルタン（磯見仁月）、2019年2月号 - 2023年11月号、休載中[6]、→『コミックバンチKai』へ移籍[4]
- 「子供を殺してください」という親たち（原作：押川剛、漫画：鈴木マサカズ）、2017年4月号 - 2024年5月号→『コミックバンチKai』へ移籍[4]
- 死役所（あずみきし）、2013年11月号 - 2024年5月号→『コミックバンチKai』へ移籍[4]
- ディノサン（木下いたる）、2021年5月号 - 2024年5月号→『コミックバンチKai』へ移籍[4]
- 手のひらねこ（鷹野久）、2022年11月号 - 2024年5月号、短期集中連載→本連載[7]、→『コミックバンチKai』へ移籍[4]
- ドルおじ＃ドールに沼ったおじさんの話（さとうはるみ）、2023年3月号 - 2024年5月号→『コミックバンチKai』へ移籍[4]
- ならずもの恋慕（やまだはるか）、2021年11月号 - 2024年5月号→『コミックバンチKai』へ移籍[4]
- 133cmの景色（ひるのつき子）、2023年7月号 - 2024年5月号→『コミックバンチKai』へ移籍[4]
- 双子の帝國（鬼頭莫宏）、2015年10月号 -
- 僕の妻は発達障害（ナナトエリ・亀山聡）、2020年5月号 - 2024年5月号
- ポンコツ魔王の田舎暮らし（渡邉ポポ）、2023年6月号 - 2024年5月号→『コミックバンチKai』へ移籍[4]
- 燃えよ剣（原作：司馬遼太郎、漫画：奏ヨシキ、脚本：小松エメル）、2021年12月号 - 2024年5月号→『コミックバンチKai』へ移籍[4]
- 鹿楓堂よついろ日和（清水ユウ）、2018年3月号 - 2024年5月号、←『ゴーゴーバンチ』から移籍、→『コミックバンチKai』へ移籍[4]

## 連載終了作品
『月刊コミック＠バンチ』、『月刊コミックバンチ』および『くらげバンチ』の連載作品。※は『週刊コミックバンチ』から連載していた作品。
- アヴァール戦記（中村珍）
- 悪魔を憐れむ歌（梶本レイカ）
- あねちゅう!（青稀シン）
- 天久鷹央の推理カルテ（原作：知念実希人、漫画：緒原博綺、キャラクター原案：いとうのいぢ）
- いつかティファニーで朝食を（マキヒロチ）
- 兎が二匹（山うた）
- 宇宙戦艦ティラミス（原作：宮川サトシ、作画：伊藤亰）
- ウッドストック（浅田有皆）※
- うどんの国の金色毛鞠（篠丸のどか）
- 海のクレイドル（永野明）
- ウロボロス -警察ヲ裁クハ我ニアリ-（神崎裕也）※
- エリア51（久正人）
- 王者の遊戯（緒里たばさ）
- オオカミ部下くんとヒツジ上司さん（清水しの）、2020年11月号 - 2024年2月号
- お前はまだグンマを知らない（井田ヒロト）
- おもたせしました。（うめ）
- か「」く「」し「」ご「」と「（原作：住野よる、漫画：二駅ずい）、2018年7月号 - 2023年3月28日、『月刊コミックバンチ』から『くらげバンチ』に移籍
- 角の男（山うた）
- 家族対抗殺戮合戦（菅原敬太）
- 片桐くん家に猫がいる（吉川景都）※
- カツシン（吉本浩二）
- クイズ! 正義の選択（杉野アキユキ）
- 鞍生人（能條純一）
- くるみのき!（青木俊直）
- クレイジーフードトラック（大柿ロクロウ）、2020年9月号 - 2022年2月号
- 軍靴のバルツァー（中島三千恒）、2011年3月号 - 2021年10月号
- 午後3時 雨宮教授のお茶の時間（鷹野久）、2019年6月号 - 2022年6月号
- 最後の秘境 東京藝大 天才たちのカオスな日常（原作：二宮敦人、漫画：土岐蔦子）、2018年6月号 - 2021年7月号
- 最後のレストラン（藤栄道彦）、創刊2号 - 2024年4月号、当初は隔月連載で2018年から毎号連載
- 埼玉のグルメってどう思いますか?（渡邉ポポ） - 埼玉県と特別コラボ。3ヵ月連続掲載。
- 埼玉の女子高生ってどう思いますか?（渡邉ポポ）、2018年7月号 - 2021年10月号、『ゴーゴーバンチ』から移籍
- 最果てから、徒歩5分（糸井のぞ）、2020年6月号 - 2021年8月号
- さっちゃんと変な町（荒井瑞貴）
- ザッドランナー（カサハラテツロー）
- サディスティックフルロマンス（高槻ナギー）
- さんてつ（吉本浩二）
- 実験品家族 -クリーチャーズ・ファミリー・デイズ-（Yanai）
- しゃばけ（原作：畠中恵、漫画：みもり）、2017年3月号 - 2023年5月号
- JAVELIN RAIN（大須賀こすも）
- 15日の日曜日（つきあか倫）、2021年4月号 - 2022年5月号
- 趣味のラブホテル（らぱ☆）、2019年8月 - 2021年6月
- 将棋指す獣（原作：左藤真通、漫画：市丸いろは、将棋監修：瀬川晶司）
- 少女終末旅行（つくみず）
- 女子攻兵（松本次郎）
- 白い巨塔（原作：山崎豊子、漫画：安藤慈朗）
- 寿司ガール（安田弘之）
- STO:RAGE -ストレイジ-（安藤慈朗）
- 先輩、パンツはいてますか?（西島黎）、2019年11月号 - 2021年7月号
- 全裸監督 村西とおる伝（原作：本橋信宏、漫画：須本壮一）、2021年6月号 - 2023年3月号
- そそぎすぎ珈琲館（長崎ライチ）
- その日、宇宙は地球を知る（中島こうき）
- 第九身体（森迫清春）
- たかが千年（鈴木志保）
- 正しい妖怪の食べ方（むこうやまあつし）
- 誰かカフカを守って（井田ヒロト）
- 男爵にふさわしい銀河旅行（速水螺旋人）、2016年7月号 - 2021年12月号
- チェンジザワールド―今日から殺人鬼―（神崎裕也）
- 罪と罰（漫F画太郎）
- つるまき町 夏時間（コマツシンヤ）
- でっちあげ（原案：福田ますみ、漫画：田近康平） - WEBに移籍
- デリシャス・アンダーグラウンド ―国際人材バンクより（原作：石井光太、漫画：杉本亜未）、2023年2月号 - 2024年1月号
- 東京トイボクシーズ（うめ）、2019年7月号 - 2023年3月号
- 図書委員界（原作：生駒里奈、漫画：古屋兎丸）2022年2月号 - 2022年4月号
- ドン・キホーテ 憂い顔の騎士 その愛（原作：河田雄志、作画：行徒）
- Naviko（ancou）
- 南国トムソーヤ（うめ）
- 人間失格（原案：太宰治、漫画：古屋兎丸）※
- 猫とふたりの鎌倉手帖（吉川景都） - 「片桐くん家に猫がいる」の続編。
- パパと親父のウチご飯（豊田悠）
- パパと親父のウチ呑み（豊田悠）
- PARADRUGS（萩原浬）
- ひとのこ（新井英樹） - 「コミックボーダー」に移籍
- 姫路城リビングデッド（漆原玖）
- ヒル（今井大輔）
  - ヒル・ツー（今井大輔）
- BTOOOM!（井上淳哉）※
  - BTOOOM！ U-18（原作：井上淳哉、漫画：伊藤洋樹）、2018年6月号 - 2023年2月号、『BTOOOM!』のスピンオフ続編
- ペスト （原作：アルベール・カミュ、漫画：車戸亮太）
- 僕はお兄ちゃんのことが好きです。（蒼井たまご）、2021年10月号 - 2023年6月号
- 本死にたまふこと勿れ -夏目文彦青春日記-（村山漠地）
- MAMA（売野機子）
- マンガに、編集って必要ですか?（青木U平）
- 見せたがりの露乃ちゃん（降本孟）、2020年4月号 - 2023年9月号
- ミトコン ペレストロイカ（まん○画太郎）
- 向ヒ兎堂日記（鷹野久）
- めいなのフクロウ（水あさと）
- 妖怪HUNTER（原作：諸星大二郎、漫画：井上淳哉）
- LINKMAN（佐久間力）、2020年11月号 - 2022年12月号
- ルナティックサーカス（古屋兎丸）、2020年10月号 - 2022年11月号、第一部完
- るるひかる -Vampire Memories-（今村翠）、2022年4月号 - 2023年12月号
- 私だってするんです（小谷真倫） - 『オルガズム探偵 慰舞林檎』改題
- 私と彼女のお泊まり映画（安田剛助）

## 映像化

### アニメ作品
| 作品                                            | 放送年                 | アニメーション制作         | 備考             |
| ----------------------------------------------- | ---------------------- | -------------------------- | ---------------- |
| BTOOOM!                                         | 2012年                 | マッドハウス               |                  |
| GANGSTA.                                        | 2015年                 | マングローブ               |                  |
| うどんの国の金色毛鞠                            | 2016年                 | ライデンフィルム           |                  |
| 少女終末旅行                                    | 2017年                 | WHITE FOX                  | くらげバンチ連載 |
| お前はまだグンマを知らない                      | 2018年                 | 旭プロダクション           | くらげバンチ連載 |
| 宇宙戦艦ティラミス                              | 2018年（第1期、第2期） | GONZO                      | くらげバンチ連載 |
| 実験品家族 -クリーチャーズ・ファミリー・デイズ- | 2018年                 | 大火鳥動画                 |                  |
| 鹿楓堂よついろ日和                              | 2018年                 | ZEXCS                      |                  |
| 沖縄で好きになった子が方言すぎてツラすぎる      | 2025年                 | ミルパンセ                 | くらげバンチ連載 |
| カヤちゃんはコワくない                          | 未公表                 | イーストフィッシュスタジオ | くらげバンチ連載 |

| 作品                                  | 公開年 | アニメーション制作               | 配給 | 備考                               |
| ------------------------------------- | ------ | -------------------------------- | ---- | ---------------------------------- |
| ブルーサーマル -青凪大学体育会航空部- | 2022年 | テレコム・アニメーションフィルム | 東映 | 『ブルーサーマル』のタイトルで公開 |

| 作品     | 配信年         | アニメーション制作 | 配信元  | 備考                                             |
| -------- | -------------- | ------------------ | ------- | ------------------------------------------------ |
| 極主夫道 | 2021年 (第1期) | J.C.STAFF          | Netflix | くらげバンチ連載                                 |
| 極主夫道 | 2023年 (第2期) | J.C.STAFF          | Netflix | くらげバンチ連載                                 |
| 死役所   | 2022年         | 颱風グラフィックス | YouTube | くらげバンチ連載。第3話および第4話を原作とする。 |

### 実写作品
| 作品                              | 放送年        | 制作                                             | 備考 |
| --------------------------------- | ------------- | ------------------------------------------------ | --- |
| ウロボロス -警察ヲ裁クハ我ニアリ- | 2015年        | TBSテレビ                                        | 放送時のタイトルは『ウロボロス〜この愛こそ、正義。』                                                                               |
| いつかティファニーで朝食を        | 2015年(第1期) | 日本テレビ 日テレアックスオン                    | |
| いつかティファニーで朝食を        | 2016年(第2期) | 日本テレビ 日テレアックスオン                    | |
| 最後のレストラン                  | 2016年        | NHK                                              | |
| お前はまだグンマを知らない        | 2017年        | 日本テレビ                                       | |
| 死役所                            | 2019年        | テレビ東京 ジェイ・ストーム スタジオブルー       | |
| セブンティウイザン                | 2020年        | NHKエンタープライズ                              | くらげバンチ連載。本誌連載の次作『セブンティドリームズ』と共に原作。放送時のタイトルは『70才、初めて産みますセブンティウイザン。』 |
| 極主夫道                          | 2020年        | 読売テレビ                                       | |
| 鹿楓堂よついろ日和                | 2022年        | テレビ朝日 ジェイ・ストーム                      | |
| ヒル                              | 2022年        | WOWOW トライストーン・ピクチャーズ               | |
| 僕の妻は発達障害                  | 2022年        | 東海テレビ放送 アップサイド                      | 放送時のタイトルは『僕の大好きな妻!』                                                                                              |
| 最果てから、徒歩5分               | 2022年        | BSテレビ東京 テレビ東京制作                      | |
| サバエとヤッたら終わる            | 2024年        | ヒューマックスエンタテインメント POPBORN（協力） | くらげバンチ連載 |

| 作品                                  | 公開年 | 配給                                    | 備考                                                                       |
| ------------------------------------- | ------ | --------------------------------------- | -------------------------------------------------------------------------- |
| お前はまだグンマを知らない            | 2017年 | 日本テレビ KATSU-do                     | テレビドラマの劇場版                                                       |
| ブルーサーマル -青凪大学体育会航空部- | 2018年 | VR THEATER VR CRUISE                    | 『ブルーサーマルVR-はじまりの空-』のタイトルで、短編VR作品として制作された |
| 極主夫道                              | 2022年 | ソニー・ピクチャーズ エンタテインメント | テレビドラマの劇場版                                                       |

## くらげバンチ
2013年から「シビれるマンガ大集合！」と題し、ウェブコミックサイト『くらげバンチ』を立ち上げ。毎週金曜更新。最新作より1〜2話前が期間限定で無料公開されるほか、最新話や無料公開が終わった話は保有ポイント消費により閲覧が可能となる。
マスコットデザインは鈴木志保。主に新人育成を目的とし、「ゆっくりリラックス、でもけっこう刺激的」である意図から、『くらげバンチ』と命名された。
人気作はBUNCH COMICSより順次単行本化もされているが、作品によっては途中から電子書籍のみの刊行となることもある。

### 連載作品
- 沖縄で好きになった子が方言すぎてツラすぎる（空えぐみ）
- カヤちゃんはコワくない（百合太郎）
- 今日から始める幼なじみ（帯屋ミドリ）
- クマ撃ちの女（安島薮太）
- ケーキの切れない非行少年たち（原作：宮口幸治、漫画：鈴木マサカズ）、2020年6月12日[9] -
- 恋せよキモノ乙女（山崎零）
- 極主夫道（おおのこうすけ）
- サバエとヤッたら終わる（早坂啓吾）
- セブンティドリームズ（タイム涼介）
- 売国機関（原作：カルロ・ゼン、作画：品佳直）
- 働かないふたり（吉田覚）
- プリニウス（ヤマザキマリ／とり・みき[注釈 1]）
- ブルーサーマル -青凪大学体育会航空部-（小沢かな）
- 魔王城の料理番 〜コワモテ魔族ばかりだけど、ホワイトな職場です〜（ワイエム系）、2023年2月21日[10] -
- マグロ少女（石川秀幸）←『月刊コミックバンチ』から移籍
- 間違った子を魔法少女にしてしまった（双龍）
- 妄想先生（ゆずチリ）
- 山と食欲と私（信濃川日出雄）
- 妖怪の飼育員さん（藤栄道彦）